# Jerzy Zieliński (dyplomata)

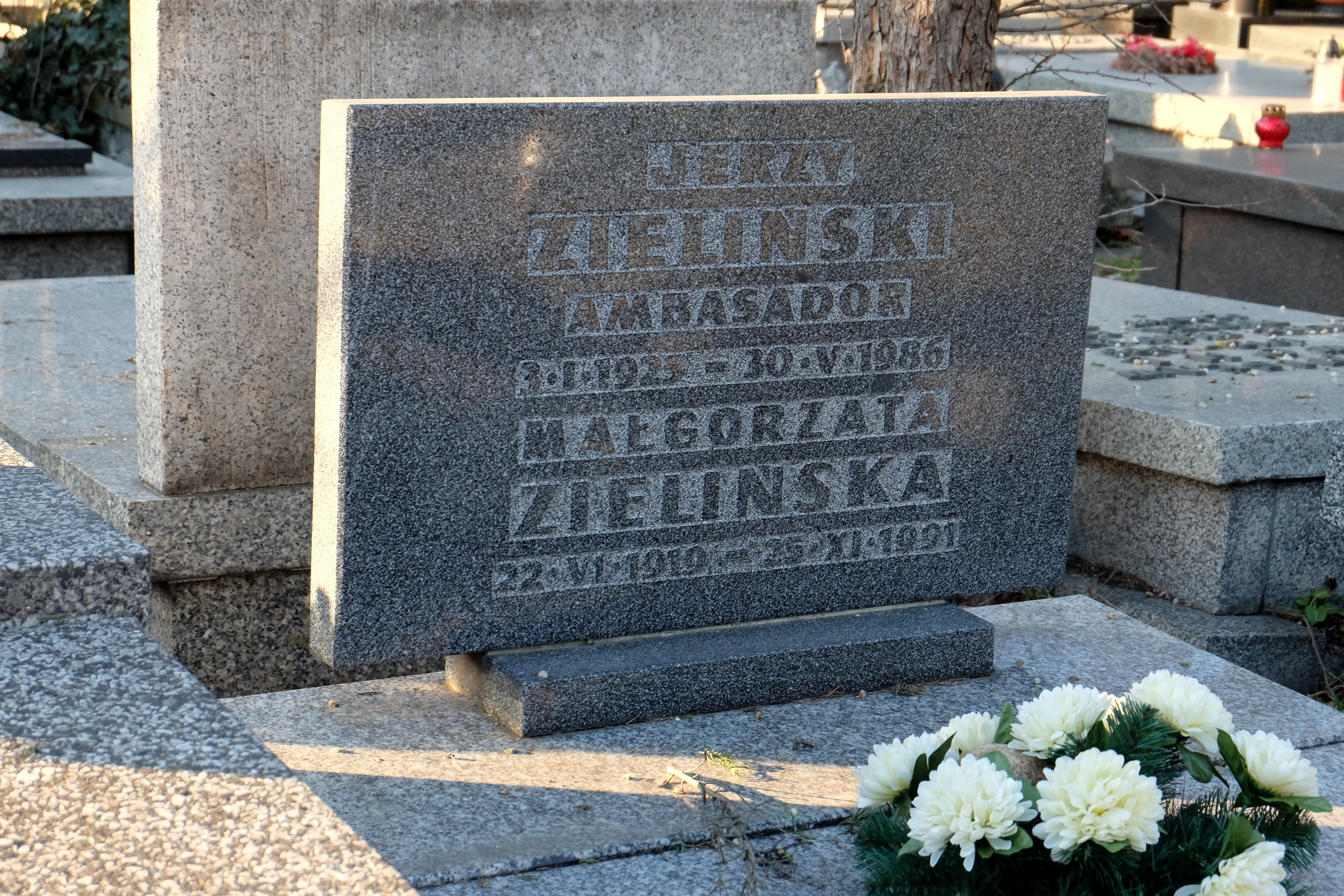
Grób Jerzego Zielińskiego na Cmentarzu Wojskowym na Powązkach w Warszawie

Jerzy Zieliński (ur. 3 stycznia 1925 w Gnieźnie, zm. 30 maja 1986 w Budapeszcie) – polski polityk i dyplomata; przewodniczący Prezydium Miejskiej Rady Narodowej w Szczecinie (1954–1961), ambasador PRL na Węgrzech (1983–1986).

## Życiorys
Syn Józefa i Marii. W czasie II wojny światowej przebywał na Węgrzech, gdzie ukończył szkołę średnią. W 1947 przeprowadził się do Szczecina, gdzie zdał eksternistycznie maturę. W 1947 został członkiem Polskiej Partii Robotniczej, a rok później Polskiej Zjednoczonej Partii Robotniczej. Był sekretarzem Rady Okręgowej Wojewódzkich Związków Zawodowych w Szczecinie (1949). Członek egzekutywy Komitetu Miejskiego PZPR (od 1955). Od 18 grudnia 1954 do 31 lipca 1961 sprawował funkcję przewodniczącego Prezydium Miejskiej Rady Narodowej w Szczecinie. Następnie rozpoczął pracę w Ministerstwie Spraw Zagranicznych. Trzykrotnie wysłany do pracy w ambasadzie PRL w Budapeszcie, w tym jako zastępca ambasadora (ok. 1972) oraz ambasador (1983–1986). Zmarł na zawał serca podczas kadencji.
Odznaczony m. in. Krzyżem Komandorskim i Kawalerskim Orderu Odrodzenia Polski oraz Srebrnym Krzyżem Zasługi.
Pochowany na Cmentarzu Wojskowym na Powązkach.